# José Antonio Musi Chaya
José Antonio Musi Chaya fue un pelotari mexicano. Durante el Campeonato del Mundo de Pelota Vasca de 1978 ganó la medalla de oro en la especialidad de Paleta cuero junto a Manuel Beltrán Berumen y la medalla de plata en la especialidad de Pala corta al lado de José Luis Hernández Ramírez. Para el Campeonato del Mundo de Pelota Vasca de 1982, ganó la medalla de plata en la especialidad de Pala corta y Paleta cuero, la primera junto a Miguel Mendiburu y la segunda al lado de Josu de Garritz. Para el Campeonato del Mundo de Pelota Vasca de 1986 nuevamente ganó la medalla de plata en la modalidad de pala corta junto a Fernando Iniestra Estudillo y junto a él mismo, la medalla de plata en la especialidad de paleta cuero en el Campeonato del Mundo de Pelota Vasca de 1990. Con motivo de los Juegos Olímpicos de Barcelona 1992, la Pelota vasca fue deporte de exhibición por cuarta ocasión y ganó 2 medallas de plata en las modalidades de paleta cuero y pala Corta. Ya al final de su carrera logró la medalla de bronce en paleta cuero durante el Campeonato del Mundo de Pelota Vasca de 1994 junto a Luis Alberto Mercadillo Muñiz.